# Philippiella patagonica
Philippiella patagonica es la única especie del género monotípico Philippiella,  perteneciente a la familia de las cariofiláceas. Es  originaria de Argentina y Chile.

## Descripción
Es un subarbusto perennifolio originario de Argentina donde se encuentra a una altitud de 0 a 500 metros en Santa Cruz y Neuquén.

## Taxonomía
Philippiella patagonica fue descrita por Carlos Luis Spegazzini y publicado en Revista de la Facultad de Agronomía; Universidad Nacional de La Plata 30–31: 566. 1897.